# Pingfang, Peking
Pingfang (kinesiska: 平房) är ett område på sockennivå i Kina. Det ligger i Chaoyang i den centrala delen av storstadsområdet Peking.